# Rookie del Año de la NBA G League
El Rookie del Año de la NBA G League es un premio que concede anualmente la NBA G League al jugador más destacado en su primera temporada en la liga.

## Ganadores

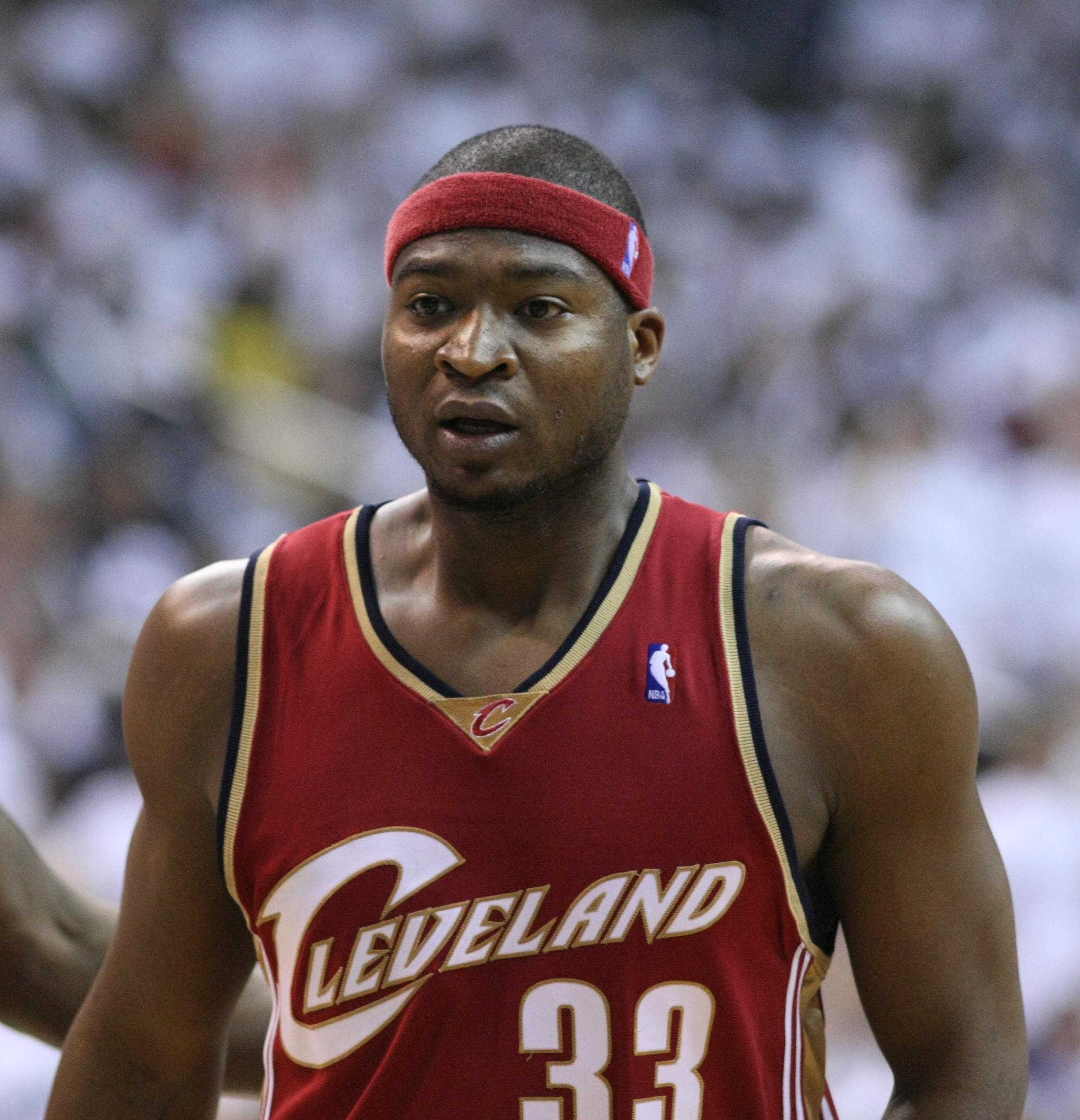
Devin Brown ganó el premio en la Temporada 2002–03.

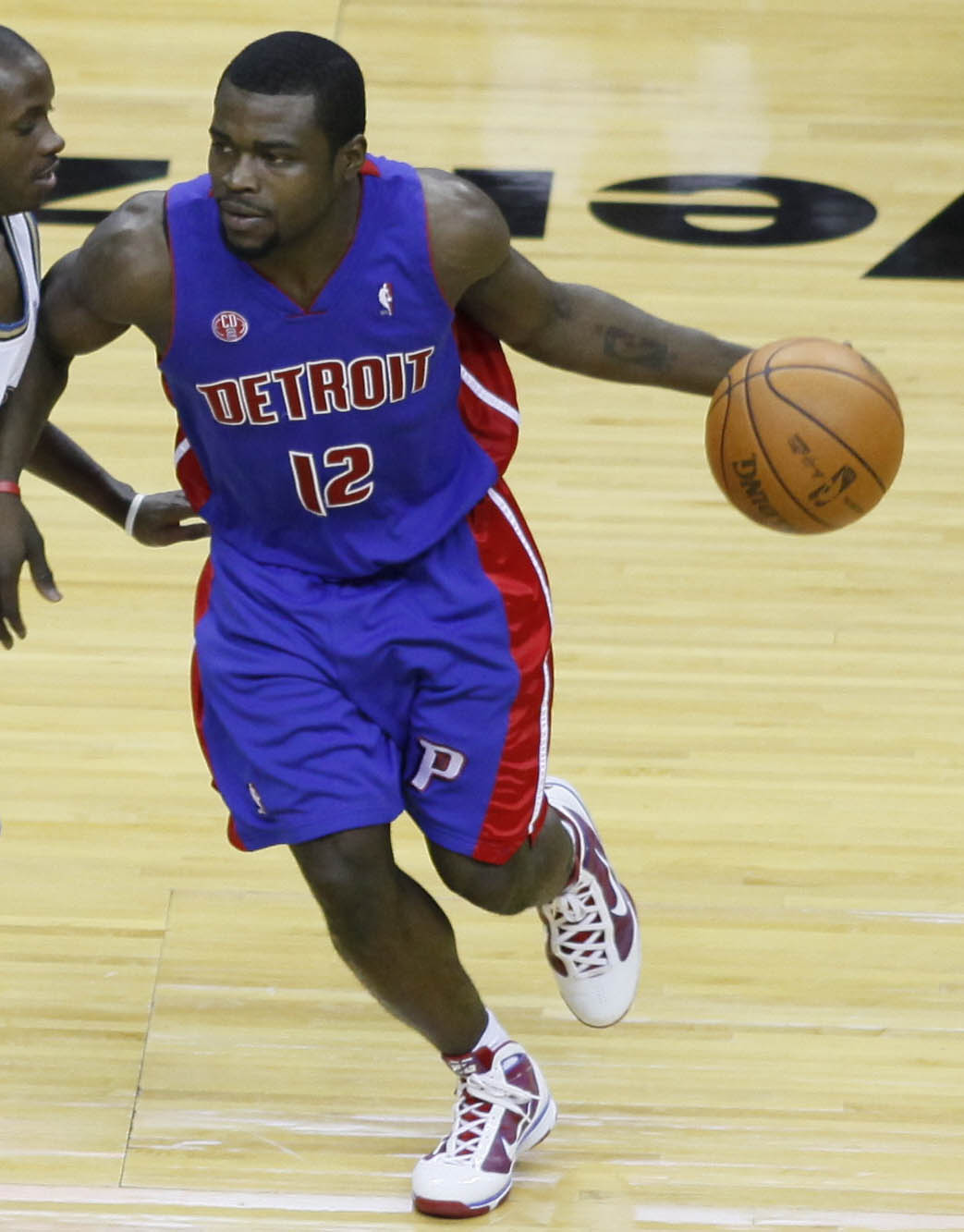
Will Bynum, ganador en 2006.

| Temporada | Nacionalidad                    | Jugador           | Equipo                     | Ref.   |
| --------- | ------------------------------- | ----------------- | -------------------------- | ------ |
| 2001–02   | Estados Unidos                  | Fred House        | North Charleston Lowgators | [ 1 ]  |
| 2002–03   | Estados Unidos                  | Devin Brown       | Fayetteville Patriots      | [ 2 ]  |
| 2003–04   | Estados Unidos                  | Desmond Penigar   | Asheville Altitude         | [ 3 ]  |
| 2004–05   | Estados Unidos                  | James Thomas      | Roanoke Dazzle             | [ 4 ]  |
| 2005–06   | Estados Unidos                  | Will Bynum        | Roanoke Dazzle             | [ 5 ]  |
| 2006–07   | Estados Unidos                  | Louis Amundson    | Colorado 14ers             | [ 6 ]  |
| 2007–08   | Estados Unidos                  | Blake Ahearn      | Dakota Wizards             | [ 7 ]  |
| 2008–09   | Estados Unidos                  | Othyus Jeffers    | Iowa Energy                | [ 8 ]  |
| 2009–10   | Estados Unidos                  | Alonzo Gee        | Austin Toros               | [ 9 ]  |
| 2010–11   | Estados Unidos                  | DeShawn Sims      | Maine Red Claws            | [ 10 ] |
| 2011–12   | Puerto Rico                     | Edwin Ubiles      | Dakota Wizards             | [ 11 ] |
| 2012–13   | Estados Unidos                  | Tony Mitchell     | Fort Wayne Mad Ants        | [ 12 ] |
| 2013–14   | Estados Unidos                  | Robert Covington  | Rio Grande Valley Vipers   | [ 13 ] |
| 2014–15   | Estados Unidos                  | Tim Frazier       | Maine Red Claws            | [ 14 ] |
| 2015–16   | Estados Unidos                  | Quinn Cook        | Canton Charge              | [ 15 ] |
| 2016–17   | Egipto                          | Abdel Nader       | Maine Red Claws            | [ 16 ] |
| 2017–18   | Estados Unidos                  | Antonio Blakeney  | Windy City Bulls           | [ 17 ] |
| 2018–19   | República Dominicana            | Ángel Delgado     | Agua Caliente Clippers     | [ 18 ] |
| 2019–20   | Estados Unidos                  | Tremont Waters    | Maine Red Claws            | [ 19 ] |
| 2020–21   | Estados Unidos                  | Paul Reed         | Delaware Blue Coats        | [ 20 ] |
| 2021–22   | Estados Unidos                  | Mac McClung       | South Bay Lakers           | [ 21 ] |
| 2022–23   | Estados Unidos                  | Kenny Lofton, Jr. | Memphis Hustle             | [ 22 ] |
| 2023–24   | República Democrática del Congo | Oscar Tshiebwe    | Indiana Mad Ants           | [ 23 ] |
| 2024–25   | Estados Unidos                  | Trey Alexander    | Grand Rapids Gold          | [ 24 ] |